# Еджертон (Канзас)
Еджертон (англ. Edgerton) — місто (англ. city) в США, в окрузі Джонсон штату Канзас. Населення — 1748 осіб (2020).

## Географія
Еджертон розташований за координатами 38°45′42″ пн. ш. 95°0′11″ зх. д. / 38.76167° пн. ш. 95.00306° зх. д. (38.761752, -95.003000).  За даними Бюро перепису населення США в 2010 році місто мало площу 5,75 км², з яких 5,65 км² — суходіл та 0,09 км² — водойми. В 2017 році площа становила 15,84 км², з яких 15,70 км² — суходіл та 0,15 км² — водойми.

## Демографія
Згідно з переписом 2010 року, у місті мешкала 1671 особа в 591 домогосподарстві у складі 450 родин. Густота населення становила 291 особа/км².  Було 645 помешкань (112/км²).
Расовий склад населення:
| - 93,7 % — білих - 0,8 % — чорних або афроамериканців - 0,6 % — корінних американців - 0,3 % — азіатів |

До двох чи більше рас належало 3,8 %. Частка іспаномовних становила 4,3 % від усіх жителів.
За віковим діапазоном населення розподілялося таким чином: 29,3 % — особи молодші 18 років, 64,5 % — особи у віці 18—64 років, 6,2 % — особи у віці 65 років та старші. Медіана віку мешканця становила 32,1 року. На 100 осіб жіночої статі у місті припадало 111,8 чоловіків;  на 100 жінок у віці від 18 років та старших — 101,5 чоловіків також старших 18 років.
Середній дохід на одне домашнє господарство  становив 62 386 доларів США (медіана — 54 861), а середній дохід на одну сім'ю — 71 968 доларів (медіана — 66 375). Медіана доходів становила 45 990 доларів для чоловіків та 42 348 доларів для жінок. За межею бідності перебувало 11,3 % осіб, у тому числі 8,7 % дітей у віці до 18 років та 7,5 % осіб у віці 65 років та старших.
Цивільне працевлаштоване населення становило 826 осіб. Основні галузі зайнятості: освіта, охорона здоров'я та соціальна допомога — 22,8 %, виробництво — 13,9 %, роздрібна торгівля — 12,1 %, науковці, спеціалісти, менеджери — 10,8 %.